# Литературная деятельность Антона Деникина
Генерал-лейтенант Антон Иванович Деникин (1872—1947) не только вошёл в историю как военный и общественно-политический деятель Российской империи, Белого движения и русской эмиграции, но и оставил после себя обширное литературное наследие, которое изучается исследователями.
Среди основных литературных работ принято выделять фундаментальный мемуарный историко-биографический труд о Гражданской войне в России, воспоминания «Очерки русской смуты» (1921—1926), воспоминания «Старая армия» (1929—1931), неоконченную автобиографическую повесть «Путь русского офицера» (издана в 1953 году). Также его перу принадлежит ряд других произведений политической направленности, значительное количество публицистических статей и заметок.

## Раннее творчество
Деникин с ранних лет проявлял склонность к поэзии и публицистике. В детские годы он отправлял в редакцию журнала «Нива» свои стихотворения и очень огорчался, что их не печатали и что из редакции ему не отвечали, в результате чего Деникин сделал вывод, что «поэзия — дело несерьёзное». Позже он начал писать в прозе. В 1898 году его рассказ был впервые опубликован в журнале «Разведчик», а затем Деникина напечатали в «Варшавском дневнике». Издавался под псевдонимом «Иван Ночин», первоначально «И. Ночин».
Исследователь публицистической деятельности Деникина научный сотрудник института США и Канады РАН Олег Теребов разделяет его дореволюционное творчество на два периода — до Русско-японской войны и после.
Деникиным затрагивался специфический ряд вопросов, среди которых тематика армейского быта: вопросы нравов и порядков в армии, организация и функционирование воинских подразделений, вопросы продвижения по службе, боевой подготовки. Теребов пишет, что эти вопросы рассматривались Деникиным с позиций профессионального военного, а иногда с технической стороны. Большинство статей носит полемический и критический характер.

## После Русско-японской войны
После окончания Русско-японской войны Деникин издал ряд статей в «Варшавском дневнике», «Офицерской жизни», «Военном сборнике» и «Русском инвалиде» с результатами анализа боевого опыта.
В саратовский период (1906—1910) много писал для журнала «Разведчик», в рубрику «Армейские заметки», в том числе обличая своего командира бригады, генерала Сандецкого, который «запустил бригаду и полностью отошёл от дел», взвалив дела в бригаде на Деникина. Наиболее заметной оказалась юмористическо-сатирическая заметка «Сверчок», ставшая причиной разбирательств с командиром.
Историк Олег Будницкий писал, что Деникин в этот период на страницах печати выступал против бюрократизма, подавления инициативы, грубости и произвола по отношению к солдатам, за улучшение системы отбора и подготовки командного состава и посвятил ряд статей анализу боёв русско-японской войны, обращал внимание на германскую и австрийскую угрозу, в свете чего указывал на необходимость скорейшего проведения реформ в армии, писал о необходимости развития автотранспорта и военной авиации, а в 1910 году предлагал созвать съезд офицеров Генерального штаба для обсуждения проблем армии.
Имя Деникина было занесено в список русских писателей публицистов и ученых второго издания словаря С. А. Венгерова, вышедшего в 1915 году.

## Эмигрантский период
После завершения военной борьбы в 1920 году и эмиграции из России Деникин занялся активной литературной деятельностью. Он принялся за написание своего главного произведения — «Очерки русской смуты». Автор исторического очерка о Деникине историк Юрий Гордеев пишет, что в этот период Деникин принял судьбоносное решение отказаться от дальнейшей вооружённой борьбы в пользу борьбы «словом и пером». Исследователь позитивно высказывается о данном выборе и отмечает, что благодаря ему история России конца XIX — начала XX веков «получила замечательного летописца»:148.
В июне 1922 года:149 из Бельгии переехал в Венгрию, где была завершена работа над последними томами «Очерков», которые были изданы в Париже и Берлине, а также с сокращениями были переведены и изданы на английском, французском и немецком языках. Выход этого сочинения несколько поправил материальное положение Деникина и дал ему возможность искать более удобное место для проживания. В это время давний друг Деникина генерал Алексей Шапрон дю Ларре женился в Бельгии на дочери генерала Корнилова и письмом пригласил генерала вернуться в Брюссель, что и послужило поводом к переезду. Пробыл в Брюсселе с середины 1925 года до весны 1926 года.

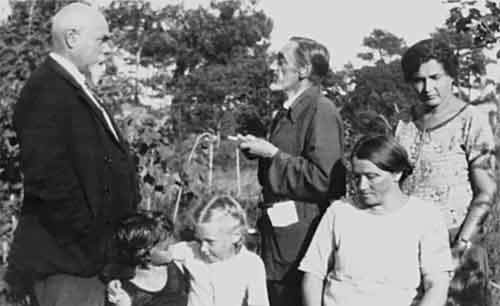
Встреча семьи Деникина с семьёй писателя Шмелёва в Капбретоне, Франция, 1926 год

Весной 1926 года поселился в Париже, являвшемся центром русской эмиграции. Здесь, занявшись общественной деятельностью, Деникин также продолжил заниматься и литературной. В 1928 году он написал сочинение «Офицеры», основная часть работы над которым проходила в Капбретоне, где Деникин часто общался и обменивался опытом с писателем Иваном Шмелёвым. Деникин также тесно общался и сотрудничал с писателем Иваном Буниным.
Далее Деникин начал работу над автобиографической повестью «Моя жизнь». Одновременно он часто выезжал в Чехословакию и Югославию для чтения лекций по русской истории:150. В 1931 году завершил работу «Старая армия», представлявшую военно-историческое исследование Русской императорской армии до и во время Первой мировой войны:151.
С 1936 года по 1938 год при участии «Союза добровольцев» в Париже издавал газету «Доброволец», на страницах которой публиковал свои статьи. Всего вышло три номера в феврале каждого года, и приурочены они были к годовщине Первого Кубанского (Ледяного) похода.
Накануне Второй мировой войны Деникин прочитал в Париже лекцию «Мировые события и русский вопрос», которая впоследствии в 1939 году была издана отдельной брошюрой:152.
Начало Второй мировой войны (1 сентября 1939 года) застало генерала Деникина на юге Франции в деревне Монтэй-о-Виконт, куда он выехал из Парижа для работы над своим трудом «Путь русского офицера». Согласно авторскому замыслу, эта работа должна была являться одновременно введением и дополнением к «Очеркам русской смуты». Вторжение немецких войск на территорию Франции в мае 1940 года заставило Деникина принять решение спешно покинуть Бург-ла-Рэн (под Парижем) и на машине одного из своих соратников полковника Глотова выехать на юг Франции к испанской границе. В Мимизане к северу от Биаррица машину с Деникиным настигли немецкие моторизованные части. Был заключён немцами в концентрационный лагерь, где ведомство Геббельса предлагало ему содействие в литературной работе. Отказался от сотрудничества, был отпущен и поселился под контролем немецкой комендатуры и гестапо:566 на вилле друзей в деревне Мимизан в окрестностях Бордо. Многие из книг, брошюр и статей, написанных Деникиным в 1930-е годы, оказались в списке запрещённой литературы на территории, контролируемой Третьим рейхом, и были изъяты.
Выступал с публичными докладами: в январе он прочитал в Нью-Йорке лекцию «Мировая война и русская военная эмиграция», 5 февраля выступил перед аудиторией в 700 человек на конференции в Манхеттенском центре:589. Весной 1946 года часто посещал Нью-Йоркскую публичную библиотеку на 42-й улице:590.
Летом 1946 года выступил с меморандумом «Русский вопрос», адресованным правительствам Великобритании и США, в котором, допуская военное столкновение ведущих держав Запада с советской Россией с целью свержения господства коммунистов, предостерегал их от намерений провести в таком случае расчленение России.

## Сочинения

### Фундаментальные работы
- Деникин А. И. Очерки русской смуты. — Париж; Берлин: Изд. Поволоцкого; Слово; Медный всадник, 1921-1926. — Т. I-V.
- General A. I. Denikine. La décomposition de l’armée et du pouvoir, fevrier-septembre 1917.. — Paris: J. Povolozky, 1921. — 342 с.
- General A. I. Denikin. The Russian turmoil; memoirs: military, social, and political. — London: Hutchinson & Co, 1922. — 344 с.
- Деникин А. И. Старая армия. — Париж: Родник, 1929, 1931. — Т. I-II.
- Деникин А. И. Путь русского офицера. — Нью-Йорк: Изд. им. А. Чехова, 1953. — 382 с. (посмертное издание неоконченной автобиографической работы Деникина «Моя жизнь», в которое вошли последние работы генерала, написанные им в эмиграции в 30-е и 40-е гг.)

### Другие работы
- Деникин А. И. Русско-китайский вопрос: Военно-политический очерк. — Варшава: Тип. Варшавского учебного округа, 1908. — 56 с.
- Деникин А. И. Команда разведчиков: Пособие для ведения занятий в пехоте. — СПб.: В. Березовский, 1909. — 40 с.
- Деникин А. И. Офицеры. Очерки. — Париж: Родник, 1928. — 141 с.
- Деникин А. И. Русский вопрос на Дальнем востоке. — Париж: Imp Basile,1, villa Chauvelot, 1932. — 35 с.
- Деникин А. И. Брест-Литовск. — Париж. — 1933: Петрополис. — 52 с.
- Деникин А. И. Международное положение, Россия и эмиграция. — Париж, 1934. — 20 с.
- Деникин А. И. Кто спас советскую власть от гибели?. — Париж, 1939. — 18 с.
- Деникин А. И. Мировые события и русский вопрос. — Изд. Союза добровольцев. — Париж, 1939. — 85 с.

### Основные статьи и заметки

#### Под псевдонимом Иван Ночин
Ночин Иван. Старый генерал // Разведчик. — 1898. — № 420. — С. 943—945.; В дороге (страничка из дневника) // Там же. — 1900. — 6 авг.; Говор леса (этюд) //Разведчик. — 29 авг. Этюды. I. На берегу. II. На море // Там же; Испытание: Очерк // Там же. — 12 сент.; Друг (этюд) // Там же. — 28 сент.; Парадокс. Этюд // Там же. — 1901. — 19 янв.; В академию // Там же. — 1902. — 19 дек; Сын //Там же. — 1903. — 9 марта; Весна //Там же. — 3 мая; На съемке //Там же. — 30 июля, 3 авг., 6 авг., 9 авг., 13 авг., 17 авг. и др.

#### На военную тематику
Деникин А. В защиту артиллерии // Разведчик. — 1902. — № 617. — С.732—733
Деникин А. Солдатский быт // Разведчик. — 1903. — № 661. — С. 562—563.
Деникин А. Сверчок // Разведчик. — 1910. — № 1036. — С 536—537.

#### О Русско-японской войне
- Деникин А. Японский вопрос //Варшавский дневник. 1903. 11 окт
- Майский набег генерала Мищенки // Военный сборник. — 1906. — № 8. — С. 15—38;
- Мукденские дни в конном отряде // Военный сборник. — 1907. — № 2. — С.43—58; № 3. — С. 29—46;
- Майский набег (Ответ г. А. Усову) // Русский инвалид. — 1907. — № 17. — С.5;
- Цинхэчен (картинки из боевой жизни) // Офицерская жизнь. — 1907. — № 59. — С. 142—144;
- Цинхэченский бой. 10-17 ноября 1904 года // Офицерская жизнь. 1909. — № 154. — С. 794—797; № 156—157. — С. 827—829; № 160. — С. 890—892; № 163. — С. 926—927; № 164. — С. 942—943.

### Неизданное
Неизданными на 2012 год остаются рукописи книг Деникина «Вторая мировая война. Россия и эмиграция» и «Навет на Белое движение», которая являлась ответом Деникина на критику генерала Н. Н. Головина в книге «Российская контрреволюция. 1917—1920 гг.»